# 北哈得孫 (紐約州)
北哈得孫（英語：North Hudson）是一個位於美國紐約州艾塞克斯縣的鎮。

## 人口
根據2020年美國人口普查的數據，北哈得孫的面積為478.29平方千米，當中陸地面積為469.96平方千米，而水域面積為8.33平方千米。當地共有人口250人，而人口密度為每平方千米1人。